# Costin Drake Technology
Costin Drake Technology bzw. Costin Automotive Racing Products Ltd. war ein britischer Hersteller von Automobilen.

## Unternehmensgeschichte
Frank Costin, der zuvor für Marcos Cars tätig war, gründete 1970 das Unternehmen in Little Staughton und begann mit der Produktion von Automobilen und Kits. Der Markenname lautete Costin. 1972 endete die Produktion, als sich mit Paul Pycroft der letzte Geldgeber zurückzog. Die Angaben zu den Stückzahlen schwanken zwischen sieben, acht, etwa acht und neun.

## Fahrzeuge
Das einzige Modell war der Amigo. Dies war ein GT-Sportwagen. Das zweisitzige Coupé war auffallend flach. In Verbindung mit einem Kamm-Heck (nach Wunibald Kamm) hatte das Fahrzeug einen CW-Wert von 0,29. Das Fahrgestell bestand teilweise aus Holz. Ein Vierzylindermotor von Vauxhall Motors mit 2000 cm³ oder 2300 cm³ Hubraum trieb die Fahrzeuge an. Eine andere Quelle gibt an, dass alle Fahrzeuge mit einem Vauxhall-Motor mit 2000 cm³ Hubraum ausgeliefert wurden, eines allerdings später zu Rennzwecken einen Twincam-Motor von Ford erhielt und heute mit einem 2279-cm³-Vauxhall-Motor mit 160 PS Leistung ausgestattet ist.
Das Fahrzeug war bei einem Radstand von 244,8 cm 414 cm lang, 167,7 cm breit und 106,7 cm hoch. Das Leergewicht betrug 658 kg.
Der hohe Preis von 3326 Pfund, der etwa dem Jaguar E-Type V12 entsprach, verhinderte einen größeren Markterfolg.
Ein Fahrzeug wurde 1971 bei einem Rennen in Le Mans eingesetzt.
Das Auktionshaus Silverstone Auctions bot 2011 das Fahrzeug mit der Fahrgestell-Nr. 060 und dem britischen Kennzeichen APP 257 J von 1970 auf einer Auktion mit einem Schätzpreis von 70.000 bis 90.000 Pfund an, versteigerte es allerdings nicht.